# Erich Ehlermann
Erich Friedrich Theodor Ehlermann Günther (* 30. Mai 1857 in Hannover; † 1. Februar 1937 in Dresden) war ein deutscher Verleger, der 1912 die Anregung zur Gründung der Deutschen Bücherei in Leipzig gab.

## Leben und Wirken

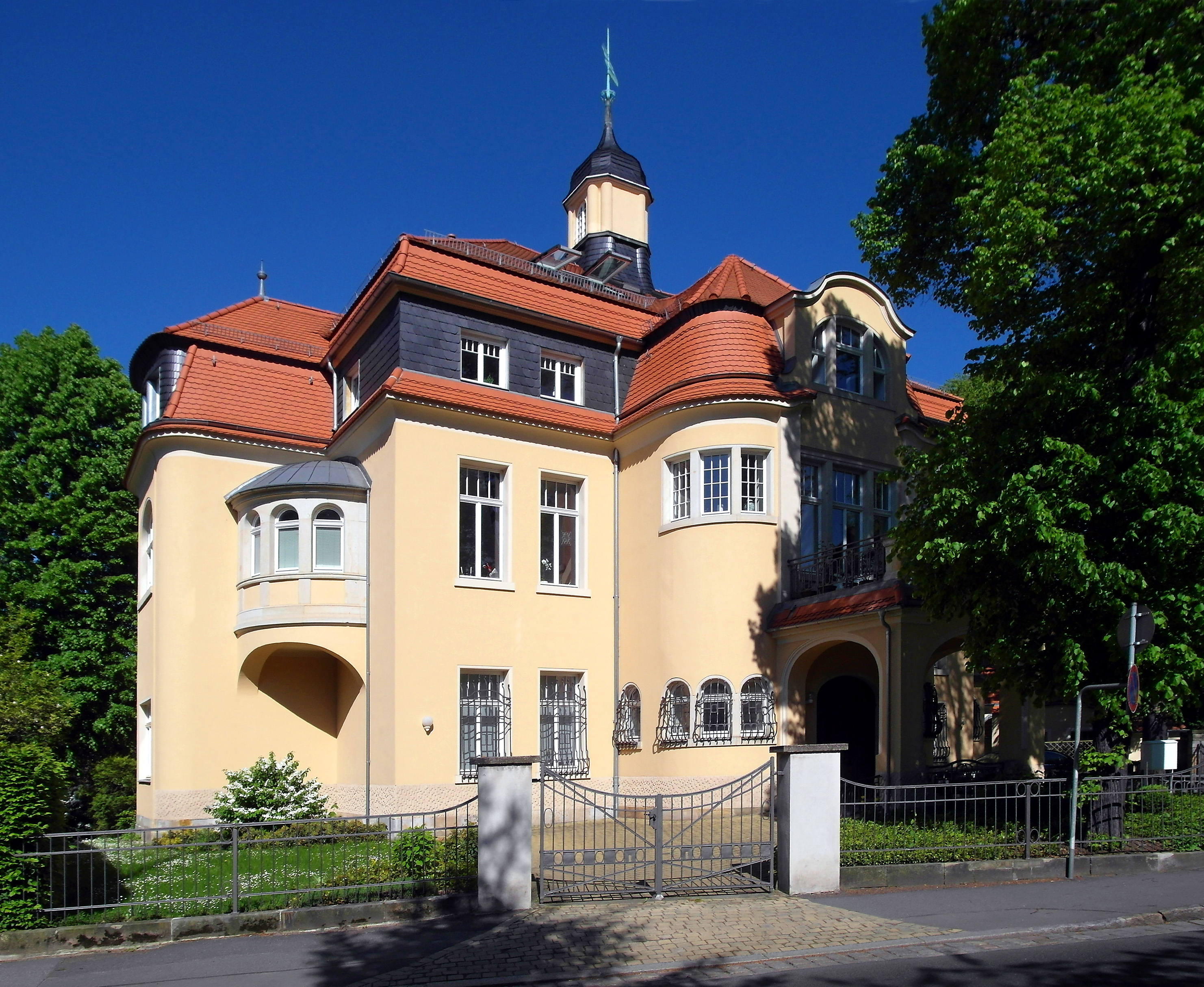
Villa Ehlermann in Dresden-Loschwitz, Schillerstraße 39, 1884 erbaut

Er war ein Sohn des Verlagsbuchhändlers Louis Ehlermann in Hannover. Nach dem Besuch des Gymnasiums studierte er Philosophie und Naturwissenschaften an den Universitäten Zürich, Straßburg, Leipzig und Bern sowie an der Technischen Hochschule Dresden. Er promovierte zum Dr. phil.
1884 ließ er eine neue Villa in Dresden-Loschwitz bauen, in die er spätestens 1886 den väterlichen  Verlag Louis Ehlermann verlegte.
Von 1905 bis 1911 war er Zweiter Vorsteher des Börsenvereins der Deutschen Buchhändler.
Nach wirtschaftlichen Problemen im Ersten Weltkrieg trat Erich Ehlermanner 1917 in die Firma E. F. Thiemann in Dresden ein.
Er trug den Titel Hofrat.